# سیارک ۴۱۴
سیارک ۴۱۴ (به انگلیسی: 414 Liriope، نامگذاری:1896CN) چهارصد و چهاردهمین سیارک کشف شده‌است که در ۱۶ ژانویه ۱۸۹۶ و در نیس کشف شد.
قدر مطلق سیارک برابر ۹٫۴۹ است.